# Kígyónyakúmadár-félék
A kígyónyakúmadár-félék (Anhingidae) a madarak (Aves) osztályába és a szulaalakúak (Suliformes) rendjébe tartozó család.

## Rendszertani besorolásuk
2014-ben Jarvis és társai alaktani- és DNS-vizsgálatok végeztek a mai madarak körében; felfedezésüket a „Whole-genome analyses resolve early branches in the tree of life of modern birds” (A genom teljes vizsgálata meghatározza a modern madarak családfájának a korai ágait) című írásban adták ki. Ennek a nagymértékű kutatásnak a következtében, az Ornitológusok Nemzetközi Kongresszusánnak (International Ornithological Congress) jóváhagyásával ezt a madárcsaládot kivették a gödényalakúak (Pelecaniformes) rendjéből és áthelyezték az újonnan létrehozott szulaalakúak rendbe.

## Rendszerezés
A családba az alábbi 1 élő nem és 3-4 foszilis nem tartozik:
- Anhinga Brisson, 1760 – 4 faj; típusnem
- †Meganhinga Alvarenga, 1995 (kora miocén; Chile)
- †„Paranavi” (középső/késő miocén; Argentína, Paraná) – nomen nudum[6]
- †Macranhinga Noriega, 1992 (középső/késő miocén – késő miocén/kora pliocén; Dél-Amerika) – meglehet, hogy magába foglalja az „Anhinga” fraileyi-t[7]
- †Giganhinga Rinderknecht & Noriega, 2002 (késő pliocén/kora pleisztocén; Uruguay)

A Szumátrán talált paleogén időszaki kárókatonaszerű maradványt, azaz a Protoplotust, korábban a kígyónyakúmadár-félékhez sorolták, de manapság a Suliformesok egy ősi alakjának tekintik; azóta külön családot (Protoplotidae) alkottak neki.

## Fordítás
- Ez a szócikk részben vagy egészben  a   Schlangenhalsvögel című német Wikipédia-szócikk fordításán alapul.  Az eredeti cikk szerkesztőit annak laptörténete sorolja fel. Ez a jelzés csupán a megfogalmazás eredetét és a szerzői jogokat jelzi, nem szolgál a cikkben szereplő információk forrásmegjelöléseként.
- Ez a szócikk részben vagy egészben  a   Darter című angol Wikipédia-szócikk ezen változatának fordításán alapul.  Az eredeti cikk szerkesztőit annak laptörténete sorolja fel. Ez a jelzés csupán a megfogalmazás eredetét és a szerzői jogokat jelzi, nem szolgál a cikkben szereplő információk forrásmegjelöléseként.